# Cá chình mun
Cá chình mun (tên khoa học: Anguilla bicolor) là một loài thuộc họ Anguillidae. Loài này được xếp vào danh mục các loài nguy cấp trong Sách đỏ Việt Nam.

## Đặc điểm
Các chình mun có thân hình dài rắn, thiếu vây bụng, đôi khi cả vây ngực. Vây lưng và hậu môn dài, phía sau thường gắn với vây đuôi, không có gai cứng. Bong bóng thông với ruột.

## Phân bố
Cá chình mun phân bố ở châu Á, Úc.

## Sinh sản
Các loài cá chình mun có chu kỳ sống rất đặc biệt: sinh trưởng trong nước ngọt đến tuổi thành thục, trưởng thành sinh dục, di cư ra biển để sinh sản. Trong quá trình di cư, tuyến sinh dục phát triển, chín muồi và sinh sản ở vùng biển sâu. Trứng thụ tinh, phôi phát triển nở thành ấu trùng dạng là liễu, sống phù du trong nước biển, theo các dòng hải lưu trôi dạt vào bờ, biến thành cá chình dạng ống trong suốt, vào cửa sông-hạ lưu biến thành cá chình con. Cá chình con theo dòng nước ngọt di cư lên thượng nguồn các sông, suối, các hồ chứa nước ngọt để sinh sống cho đến lúc trưởng thành.
Các loài cá chình mun, cũng giống như các loài khác thuộc Họ Cá chình, chỉ sinh sản một lần trong đời sống. Sau khi sinh sản, cá chình bố mẹ chết.

## Các phân loài
- A. b. bicolor: Cá chình mun Indonesia.[2]
- A. b. pacifica: Cá chình mun Ấn Độ.[3]